# Српски Милетић (слатинско станиште)
Слатине и слатинска станишта су веома заступљена у околини села Српски Милетић, које је смештено је у западном делу Бачке, у западном делу АП Војводине и територијално припада Западнобачком округу.

## Слатине
Слатине или слана земљишта су земљишта која се налазе под утицајем алкалних соли и у којима је натријум одлучујући фактор. Слатине су хидро-халогене творевине, и у њиховом стварању прва улога припада води и солима. Слатине су земљишта која су услед процеса засољавања и алкализације, односно расољавања и деалкализације, изменила више или мање своје првобитне особине.
За екологију и пољопривреду слатине су значајна група земљишта пошто се на њима развијају посебни еколошки типови биљака- халофите. Сходно чињеници да су то врсте које су прилагођене животним условима са високим концентрацијама соли у земљишту, оне представљају ретке и специфичне заједнице а самим тим је и животињска компонента која их прати специфична. Услед велике концентрације соли у земљишту, слатине представљају неповољну средину за узгајање пољопривредних култура.
Слатине, у широком смислу, представљају комплексну групу земљишта која се, и поред неких битних заједничких особина, међу собом у много чему разликују, тако да се може издвојити неколико њихових типова. Једна од главних особина слатина је њихов садржај у алкалним солима, мада у погледу врсте и концентрације тих соли постоје велике разлике.
На основу процеса који владају у њима, концентрације и карактера соли као и физичких особина, типичне слатине се могу поделити на три групе:
солончак — слана земљишта богата водорастворљивим солима. Могу се поделити на сланице (доминирају хлориди и сулфати), содњаче (доминира сода) и солитерњаче (доминирају нитрати).
солоњец — слана земљишта у којима су штетне соли у већој или мањој мери испране, док је адсорптивни комплекс засићен претежно На-јонима.
солођ — у њима је из адсорптивног комплекса истиснут и натријум, и то јонима водоника или неким другим.

## Положај
Слатинска станишта се налазе у оквиру општине Оџаци, у околини села Српски Милетић.

## Биљни свет
Од биљног света заступљене су степске и слатинске врсте биљака. Под слатинским биљкама подразумевамо халофитне врсте биљака које могу да толеришу услове високе концентрације соли. То су заштићене и строго заштићене врсте биљака попут: Limonium gmelinii  (слатински цвет), Camphorosma annua  (камфорика), Iris spuria  (бастардна перуника), Arthemisia santonicum  (слатински пелин)
- Слатински цвет
- Слатински пелин
- Процепак
- Камилица
- Цветови камилице

## Фактори угрожавања слатинских станишта

##### Фрагментација
Површине под природном вегетацијом су изузетно мале, те се на њима не могу одвијати природни процеси и опстати стабилне популације. Обрађене површине у заштитној зони између природних фрагмената онемогућавају кретање ситних животиња и отежавају разношење семена и плодова. Тако су све више угрожене популације ретких врста, јер на малим просторима живе мале популације које поседују само део варијабилности генетског фонда врсте, па је и њихова отпорност смањена. Осим тога на малим површинама нема довољно простора за спонтане сукцесије што доводи до смањења диверзитета.

##### Маргинални утицај
Велика је додирна зона природне вегетације са обрађеним површинама и са линијама саобраћаја, што помаже продор инвазивних врста. С друге стране унутрашњи, неометани делови су мале површине или потпуно недостају, што је у супротности са потребама животињских врста за неометаним стаништем.

##### Антропогени утицаји
Данас су на овом природном добру све разноврсније делатности које директно или индиректно угрожавају опстанак природних реткости и укупне природне вредности подручја. Добар део природних екосистема човек је до данас, поступно уништавао у циљу добијања пољопривредних површина. Предео је нарушен првенствено због претаварања слатинских станишта у њиве.

##### Деградација услед неадекватног коришћења
На првом месту се истиче претерана испаша а потом и неадекватно кошење ливада